# Briadrata Máuria
Briadrata Máuria ou Brihadratha Maurya foi um rei de Mágada e o sétimo monarca do Império Máuria, tendo terminado com o assassínio do imperador por Pusiamitra Sunga. Governou entre o ano 187 a.C. e o ano 184 a.C.. Foi antecedido no trono por Satadanva e sucedido por Pusiamitra Sunga, o primeiro do Império Sunga.